# 허삼수
허삼수(許三守, 1936년 9월 18일~)는 대한민국의 군인, 정치인이다.
최규하 정부와 제5공화국 시절 전두환의 최측근 인사의 한 사람이다.
허화평, 허문도하고 함께 '삼허'(3許)로 불렸으며 본관은 김해이다.

## 생애

### 군 생활
부산고등학교와 육군사관학교를 졸업하고 1961년 육군 소위로 임관, 1965년 육군 방첩부대로 전속되어 그 후 15년간 방첩, 정보, 대공수사 업무를 담당하고 나서, 육군대학을 졸업하였다.
그 후 연세대학교 경영대학원에 진학하여 경영학 석사 학위를 받았다.
군생활 중 그는 허화평, 안현태 등 육사 17기 동기들 중 일부와 함께 하나회에 가담하였으며 하나회 내 육사 17기 멤버들의 리더였다.
육군 대령으로 재직 중 1979년 보안사령부 인사처장 발탁, 그해 10.26 사태가 발생하자 10월 27일부터 김재규 일파를 체포, 검거하는데 참여하였다. 12월 보안사 인사처장으로서 전두환의 지시를 받아 노태우가 보낸 육군 제9보병사단 병력과 함께 당시 정승화 육군참모총장을 직접 체포하는 등 12·12 군사 반란의 주요 임무를 수행하였다.

### 10·26 사태 이후
보안사령부 인사처장으로 합수본부 총무국장을 겸직하였다.
또, 12.12 이후 보안사령부 인사처장으로 중앙정보부장 특별 보좌관을 겸임하였다. 이때 그는 중앙정보부의 숙정을 담당하였다.
| “ | 국가 정보 기관이 민폐를 끼치면 정권이 망해요. 이란의 팔레비 왕조가 무너진 것도 비밀경찰 사바크(SAVAK, 국가정보안보기구)의 무자비한 탄압 때문이었읍니다. 국가 정보 기관은 그야말로 국가의 안위를 위해서 권위있고 신비로운 분위기 속에서 조용하게 일처리해야 합니다. | ” |
|   | — 조갑제와의 인터뷰 중에서 |   |

한해 전 보안사령부에 인사 숙정 바람을 일으킨 경험을 살려 그는 정보부를 숙정했다. 수백 명의 요원과 수십명의 국장급이 옷을 벗었다.
1980년 5월 5.17 비상계엄 전국확대 조치에도 관여하였다.

### 5공 시절
1980년 5월 27일 구성된 국가보위입법회의 사회정화분과위원회 간사 등을 지내면서 삼청교육 등을 주도하였다.
이때 그는 한꺼번에 보안사령부 인사처장, 중앙정보부장 특별보좌관, 국가보위비상대책위원회 사회정화분과위원회의 세자리를 겸임하였다.
그러나 그에 의하면 '겸직을 하고 있어도 보안사령부 인사처장 일이 바빠 다른 일은 거의 하지 못했다' 한다.
그 해 9월 9일 대통령비서실 사정수석비서관에 발탁되었다.
11월 5일 육군 준장 진급 3개월 여만에 예편하였다.
1982년 12월 20일 허화평 등하고 함께 비서관에서 의원면직하였다.
제5공화국 초기 허문도·허화평하고 함께 3허(Three 許)로 불리면서 전두환의 핵심 측근 그룹을 형성하였으나, 1982년 전두환의 신임을 잃고 물러나 미국으로 건너가 동서문화연구소 연구위원으로 재직했고 다시 일본으로 건너가 니혼 대학교 교수, 교토 대학교 교수로 활동하였다.
그 후 미국으로 건너갔다가 6년 후인 1988년에 귀국하였고, 같은 해 민주정의당 소속으로 제13대 국회의원 총선거에 출마하였으나 낙선하였다.
1982년부터 1987년까지는 미국 스탠포드대학교 후버연구소 연구원으로도 위촉되었다.

### 정치 활동
민주정의당 국책평가위원이 되었다.
1990년 1월의 김종필, 노태우, 김영삼의 삼당 합당에 참여하여 민주자유당내 민정당계 세력의 중진으로 활동하였으며, 동시에 미국 스탠포드 대학교 객원교수로도 초빙되었다.
1990년 민주자유당 부산시지구당과 민자당 부산동구지구당 조직책으로 부산시지구당과 부산동구지구당을 조직하였다.
1991년 한국문화연구원 이사장에 위촉되었다.
1992년 민주자유당 소속으로 제14대 국회의원 총선거에 출마하여 부산 동구에서 당시 김대중 총재가 이끄는 민주당의 대변인이었던 노무현을 누르고 당선되었다.
제14대 국회에서 그는 국회 예결위원회 위원, 대전 엑스포 특별위 위원을 맡았으며, 대통령 직속 상공자원위원회 특별위원으로도 선임되었다.
1992년 한국청소년연맹 총재로 임명되었다.
1995년 김영삼 정권에서 군부 인사를 숙청하자 반발하여 탈당하여 무소속 의원으로 활동했다.
1996년 1월 내란모의참여, 반란모의참여 혐의로 구속 기소 되었고, 같은 해 4월 제15대 국회의원 총선거에 옥중 출마하였으나 낙선.
1997년 대법원에서 징역 6년형이 확정되었다.

### 생애 후반
1997년 정권 교체기에 전두환, 노태우 등을 사회갈등 화합 차원에서 석방하면서 허삼수 등도 함께 석방되었다.
1998년 국제장애인협의회 이사장이 되었다.

## 학력
- 1949년 중앙초등학교 졸업
- 1953년 부산중학교 졸업
- 1955년 부산고등학교 졸업
- 1961년 대한민국 육군사관학교 17기 학사
- 1963년 대한민국 육군보병학교 졸업
- 1963년 대한민국 육군포병학교 졸업
- 1964년 대한민국 육군공병학교 졸업
- 1973년 육군대학 졸업
- 1977년 연세대학교 경영대학원 MBA

## 경력
- 국군 보안사령부 인사처장(1979년)
- 국가보위비상대책위원회 정화분과위원회 간사(1980년)
- 육군 준장 예편(1980년)
- 대통령비서실 사정수석비서관(1980년 ~ 1982년)
- 미국 하와이대 동서문화센터·일본 교토대·일본대·미국 스탠퍼드대 객원교수(1983년 ~ 1987년)
- 민주정의당 국책평가위원(1987년)
- 한국문화연구원 원장(1991년)
- 제14대 국회의원(부산 동구, 민주자유당·신한국당·무소속)(1992년 ~ 1994년)
- 한국청소년연맹 총재(1992년)
- 내란중요임무종사 등 혐의로 구속(1996년)
- 제15대 총선 부산중구, 동구 무소속 출마(1996년)
- (현) 사단법인 국제장애인협의회 이사장(1998년 ~ 현재)
- 자유민주연합 특임위원(2005년 12월 ~ 2006년 3월)

## 저서
- 《2천년대의 중공》
- 《나의 진실》

## 허삼수를 연기한 배우들
- 이계인 - 1995년 (코리아게이트) SBS 드라마
- 이승환 - 1995년 (제4공화국) MBC 드라마
- 맹상훈 - 1998년 (삼김시대) SBS 드라마
- 차광수 - 2005년 (제5공화국) MBC 드라마
- 홍서준 - 2023년 (서울의 봄) 영화[4]

## 역대 선거 결과
|  | 42.27% |

|  | 63.55% |

|  | 27.10% |

## 같이 보기
- 허화평
- 허문도
- 동구 (1988년 부산 선거구)
- 부산 동구의 국회의원
- 대한민국의 대통령비서실 수석비서관